# Listă de comune din județul Alba
Această listă de comune din județul Alba cuprinde toate cele 67 comune din județul Alba în ordine alfabetică.

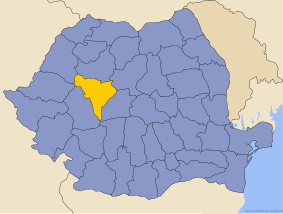
Judeţul Alba

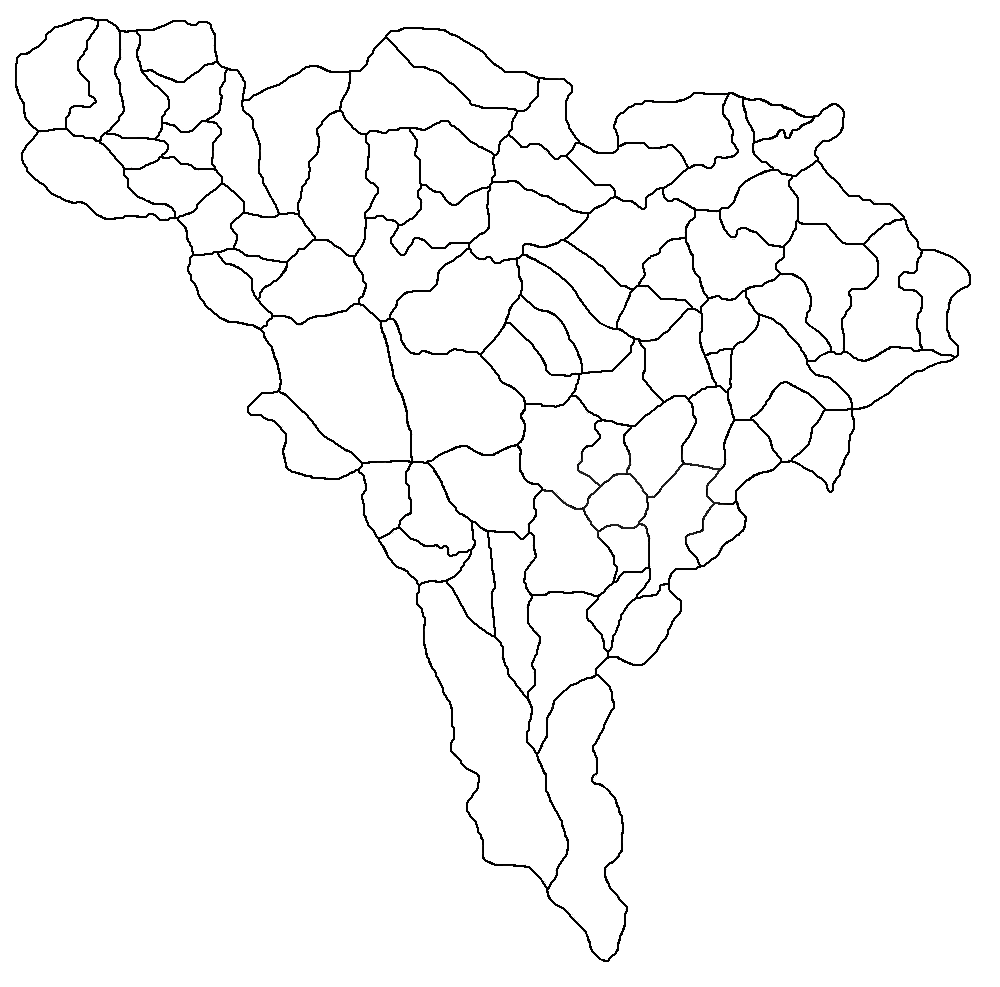
Harta judeţului cu împărţirea administrativ-teritorială pe comune

1. Albac
2. Almașu Mare
3. Arieșeni
4. Avram Iancu
5. Berghin
6. Bistra
7. Blandiana
8. Bucerdea Grânoasă
9. Bucium
10. Câlnic
11. Cenade
12. Cergău
13. Ceru-Băcăinți
14. Cetatea de Baltă
15. Ciugud
16. Ciuruleasa
17. Crăciunelu de Jos
18. Cricău
19. Cut
20. Daia Română
21. Doștat
22. Fărău
23. Galda de Jos
24. Gârda de Sus
25. Gârbova
26. Hopârta
27. Horea
28. Ighiu
29. Întregalde
30. Jidvei
31. Livezile
32. Lupșa
33. Lopadea Nouă
34. Lunca Mureșului
35. Meteș
36. Mihalț
37. Mirăslău
38. Mogoș
39. Noșlac
40. Ocoliș
41. Ohaba
42. Pianu
43. Poiana Vadului
44. Ponor
45. Poșaga
46. Rădești
47. Râmeț
48. Rimetea
49. Roșia de Secaș
50. Roșia Montană
51. Sălciua
52. Săliștea
53. Săsciori
54. Sâncel
55. Sântimbru
56. Scărișoara
57. Stremț
58. Sohodol
59. Șibot
60. Șona
61. Șpring
62. Șugag
63. Unirea
64. Vadu Moților
65. Valea Lungă
66. Vidra
67. Vințu de Jos